# Вторжение галлов в Венетию
Вторжение галлов в Венетию — неудачное переселение заальпийских галлов в область Венетию в начале II века до н. э., известно, в основном, по фрагментарным сообщениям из труда римского историка Тита Ливия. Путём дипломатического давления со стороны Римской республики галлы были выдворены, а их вторжение, вероятно, стало одним из факторов, заставивших римлян активнее осваивать Венетию и выводить сюда свои колонии.

## Переселение
Переход через горы галлы осуществили в 186 году до н. э., это первое зафиксированное кельтское вторжение в Италию через восточные проходы Альп. В 39 книге «Истории от основания города» Тит Ливий сообщает, что галлы проникли в Италию «до сих пор неизвестными [римлянам] горными тропами», их общую численность он не называет, но говорит, о 12 000 человек из них, которые были способны носить оружие. Хотя этот античный историк и указывает, что переселение прошло без грабежей, но далее по тексту он оговаривается об имуществе галлов, награбленном у местного населения, например, согласно автору, их вооружение, в основном, было отнято у местных крестьян. Римский сенат встревожило намерение галлов, относительно мирно переселившихся на территорию венетов, построить здесь город (на месте будущей Аквилеи). Были отправлены послы в Трансальпинскую Галлию, которые выяснили, что переселенцы ушли из родных мест самовольно, и соплеменникам неизвестна цель их прихода в Италию. Позднее представители последовавших через Альпы племён объясняли своё желание искать новое место жительства избытком населения в Галлии, нехваткой земли и общим обнищанием.

## Контакт с Римом
Современными исследователями считается, что земли Венетии уже в 183 году до н. э. вошли в состав римской провинции Цизальпинская Галлия. Племена галлов, пришедшие немного ранее, осели непосредственно на территории, входящей в сферу влияния Рима, и оказались помехой на стратегическом направлении интересов растущей Римской республики. В Риме в 183 году до н. э., согласно принятой жеребьёвке должностей, управлять Цизальпинской Галлией стал претор Луций Юлий Цезарь. Ему поручили спешно отправиться к галлам, остановить строительство их города, но, по возможности, избежать войны. В случае неудачи переговоров и возникновения необходимости применения военной силы, претор должен был об этом информировать консулов, один из которых с легионами выдвинулся бы на галлов. Вероятно, это и произошло, так как Тит Ливий сообщает, что консул Марк Клавдий Марцелл послал к проконсулу Луцию Порцию гонца с приказом двинуть легионы к новому городу противника, однако, к моменту прибытия консула галлы изъявили покорность. Отказавшись от военных действий, галлы предпочли надежный, хоть и не слишком почётный мир с римлянами, согласившись на покровительство римского народа. После этого, спустя несколько дней, от них потребовали удалиться из своего города и обжитой ими территории.

## Жалоба в сенат
Перед уходом галлов на новое место обитания, консул Марк Клавдий Марцелл отдал приказ отобрать у них оружие и другое имущество, награбленное у местного населения, а также привезённое с собой, включая носильные вещи и скот. Это вызвало негодование галлов и они отправили послов с жалобой в Рим, которые были представлены римскому сенату претором Гаем Валерием. Обосновывая тем, что галлы не захватывали никаких поселений и начали строить город на незаселенной территории, послы просили сенат и римский народ в его лице не поступать с мирными людьми, изъявившими покорность, суровее, чем с активно действующим противником. Но сенат Рима посчитал их действия противозаконными, так как они вторглись в Италию и затеяли строительство города на не принадлежащей им территории и без разрешения римского магистрата управляющего провинцией Цизальпинская Галлия. Однако грабить капитулировавших галлов сенат тоже посчитал недопустимым.

## Итог вторжения
Вероятно, это галльское вторжение ускорило вхождение земель венетов в состав римской провинции Цизальпинская Галлия, римляне активнее стали осваивать область Венетию и выводить сюда свои колонии. В ходе подготовки войны с соседями венетов — истрами, в местности, где пытались обосноваться галльские переселенцы, была основана крупнейшая в регионе римская колония с латинским правом — Аквилея (датой основания считается 181 год до н. э.).